# Mattheus Rodde (Politiker, 1754)

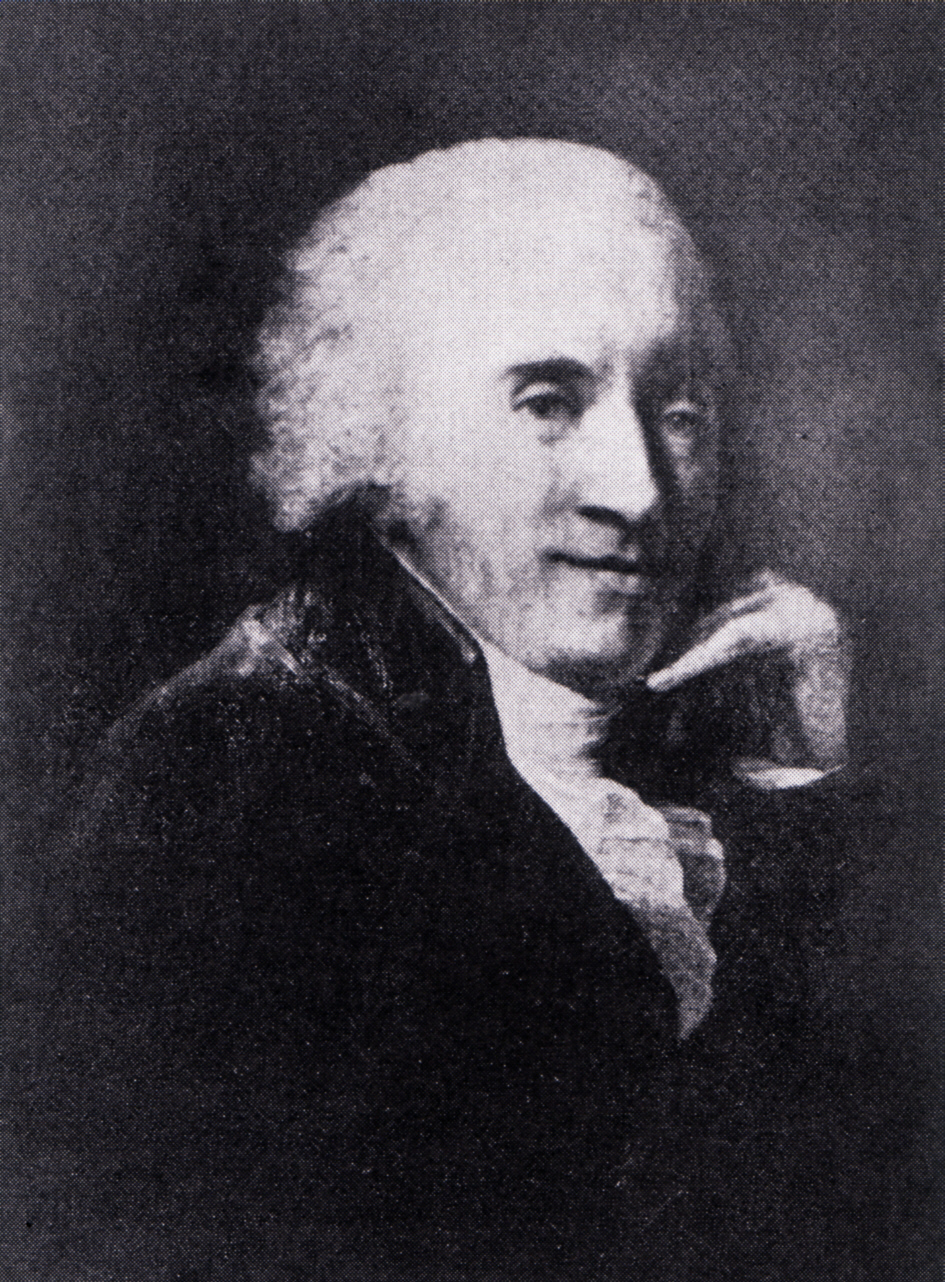
Mattheus Rodde

Mattheus Rodde (* 1754 in Lübeck; † 14. Dezember 1825 ebenda) war ein deutscher Kaufmann und Bürgermeister der Hansestadt Lübeck.

## Leben
Mattheus Rodde entstammte der Lübecker Kaufmanns- und Ratsfamilie Rodde. Er heiratete 1792 Dorothea Schlözer, die Tochter des Göttinger Professors August Ludwig Schlözer, die als erste Frau in Deutschland zum Doktor der Philosophie promoviert wurde; aus der Ehe gingen drei Kinder hervor. Von 1797 bis 1811 lebte der vor den Wirren der Revolutionszeit geflohene französische Schriftsteller Charles de Villers im Hause Rodde, in einer klassischen Ménage à trois. Rodde wurde als erfolgreicher Kaufmann 1789 in den Rat und 1806 zum fünften, außerordentlichen Bürgermeister der Hansestadt gewählt. Damit wurde er zu einem bedeutenden Akteur in der Lübecker Franzosenzeit.

## Lübecker Ratsherr und Bürgermeister

### Tätigkeiten
Als Ratsherr lag sein Tätigkeitsschwerpunkt zum einen auf der Wahrnehmung der auswärtigen Beziehungen Lübecks. Er war 1796 Gesandter beim Hildesheimer Kongress und 1797 auf dem Rastatter Kongress, 1801 in diplomatischer Mission mit Villers in Paris, nahm 1803 an den Verhandlungen mit dem Herzogtum Oldenburg über den Territorialausgleich infolge des Reichsdeputationshauptschlusses teil, war ebenfalls 1803 Gesandter am Reichstag zu Regensburg, reiste im Dezember 1804 als Mitglied der hanseatischen Gesandtschaft zur Krönung Napoléon Bonapartes nach Paris und 1805 als lübeckischer Vertreter an den kaiserlichen Hof nach Wien.
Zum anderen entwickelte er sich zum Großfinanzier seiner Heimatstadt. Schon 1796 bis 1804 liefen die Zahlungen für die an der norddeutschen Demarkationslinie stehenden Truppen über sein Kontor, ebenso wie bis 1801 die Beiträge für die Reichskriegskasse sowie die 1798 und 1803 von Frankreich erzwungenen hanseatischen Anleihen.

### Franzosenzeit
Besondere Verdienste erwarb sich Rodde nach der Eroberung und Besetzung Lübecks durch französische Truppen im November 1806 (siehe: Lübecker Franzosenzeit). Zunächst reiste er gemeinsam mit Christian Adolph Overbeck zu Napoleon nach Berlin, um – vergeblich – günstigere Bedingungen für die Stadt zu erreichen. Nach seiner Rückkehr wurde ihm vom Rat die alleinige Kontrolle und Verfügung über die Lübecker Staatsfinanzen anvertraut, ein Bruch jahrhundertealter republikanischer Verfassungstradition. Dreieinhalb Jahre lang erhielt er die gesamten Einkünfte der Stadt aus Steuern und Abgaben und beglich dafür auf eigene Rechnung alle öffentlichen Ausgaben sowie die von Frankreich auferlegten Kontributionszahlungen, wofür Rodde auch Kredite bei Bankhäusern in Hamburg, Amsterdam und Paris aufnahm.

### Bankrott
Spektakulär waren die Umstände seiner schließlichen Zahlungsunfähigkeit. Da er nicht getrennte Bücher führte, sondern privates und Staatsvermögen vermengte, verlor Rodde den Überblick über die Finanzlage. Als im Sommer 1810 Bilanz gezogen wurde, ergab sich, dass Rodde der Stadt über eine Million Mark Lüb. schuldete. Am 14. September 1810 musste er mit 2½ Millionen Mark Lüb. Passiva und 1/2 Millionen Mark Lüb. Fehlbetrag seine Zahlungsunfähigkeit erklären und als Bankrotteur den Gesetzen der Stadt gemäß aus dem Rat ausscheiden und Lübeck verlassen; der Zusammenbruch des Roddeschen Handelshauses hatte finanzpolitische Auswirkungen bis nach Holland und Frankreich.
Villers, seit 1811 Professor an der Georg-August-Universität Göttingen, sicherte einen Teil des Vermögens von Roddes Ehefrau Dorothea Schlözer. Die Roddes lebten daraufhin bis zum Tod von Dorothea in Göttingen. Danach kehrte Rodde nach Lübeck zurück, wo er von alten Freunden unterstützt wurde.
Das uneigennützige Wirken Roddes für seine Vaterstadt wurde dort von offizieller Seite aber weder gewürdigt noch honoriert.

## Das Wohnhaus der Roddes
In der Konkursbilanz, die sich aus seiner Zahlungsunfähigkeit ergab, wird sein Haus, das zu den prächtigsten der Stadt zählte, mit 20.000 Mark aufgeführt, bei einer gleichzeitigen Belastung von 10.000 Mark Lüb. Wegen der schlechten wirtschaftlichen Lage infolge der Kontinentalsperre wurden Haus und Grundbesitz so gut wie wertlos. Im Jahr 1811 erwarb Margaretha Elisabeth Jenisch das Haus für 788 Mark Lüb. und verkaufte es 1828 wieder für 30.000 Mark Lüb. Das Haus Roddes befand sich in der Breiten Straße, Nummer 413, im Jacobi Quartier; die neuen Eigentümer ließen es abreißen und ein neues errichten – heute Breite Straße 13. Im Jahre 1811 wurde das Roddesche Anwesen mit folgender Beschreibung zum Verkauf angeboten (Text leicht verändert):
An der Diele 3 Zimmer, an der einen Seite der Haustür eine Kammer, an der anderen ein Zimmer
1. Stock: 3 heizbare Zimmer und 4 Kammern
An der Nordseite befindlicher Seitenflügel:
Unten: 2 Zimmer und ein Saal
Oben: 4 Zimmer und eine Kammer
Seitenflügel Südseite:
Unten: Küchenspeisekammer, 2 Bedientenzimmer, Waschhaus, Stall für 6 Pferde
Oben: Mehrere Kammern für das Gesinde, für die Haushaltung und für den Kutscher auch ein Heuboden
Hinter dem Hof war eine Wagenremise
Unter dem Vorhause: 3 gewölbte und ein Balkenkeller, im letzteren Terraskumm für laufendes Kunstwasser
Unter dem Nordflügel: 1 gewölbter Speisenkeller
Unter dem Südflügel: Gleichfalls ein kleiner gewölbter Keller
Größe des Grundstücks: 92 Fuß breit und 140 Fuß tief
Im 20. Jahrhundert wurde das Haus als Kino Capitol genutzt.